# Université Frédéric-Guillaume de Berlin
L’université Frédéric-Guillaume (en allemand : Friedrich-Wilhelms-Universität , latin : Alma Mater Berolinensis) est une université fondée à Berlin le 16 août 1809 par Frédéric-Guillaume III de Prusse sous le nom de Berliner Universität. Depuis 1949 cette université porte le nom d'université Humboldt de Berlin.

## Historique
Le premier semestre de la nouvelle université de Berlin a eu lieu en 1810 avec 256 étudiants et 52 professeurs de facultés de droit, de médecine, de théologie et de philosophie sous la direction du recteur Theodor Schmalz. En 1828, l’université fut officiellement rebaptisée Friedrich-Wilhelms-Universität. Elle a accueilli beaucoup de grands penseurs allemands des deux siècles passés, parmi lesquels Hegel, Karl Marx, Heinrich Heine, Otto de Bismarck, Max Planck, Alfred Döblin et Albert Einstein. De 1933 à 1945, sous le nazisme, l'université a perdu beaucoup de ses disciples et étudiants juifs.
Après la Seconde Guerre mondiale, les autorités de Berlin-Ouest fondèrent l’Université Libre de Berlin (1948, FU Berlin). L’ancienne université, désormais à Berlin-Est, fut rebaptisée Université Humboldt de Berlin (1949, HU Berlin), nom qu’elle porte toujours.